# «Hahnia» obliqua
«Hahnia» obliqua és una espècie poc coneguda de cinodont carnívor que visqué a Europa durant el Triàsic superior. Fou descrit a partir de dents minúscules i aïllades. Les seves afinitats amb altres cinodonts resten incertes. El nom genèric Hahnia ja havia estat assignat a un grup d'aranyes i, per tant, ja no estava disponible, així que en aquesta espècie va entre cometes.
El nom fou triat en honor del paleontòleg alemany Gerhard Hahn. S'han trobat restes fòssils de «Hahnia» obliqua en estrats del Norià al Retià (Triàsic superior) a Saint-Nicolas-de-Port (França). La corona s'inclina cap enrere i està dotada de tres cúspides, fet que es veu amb més facilitat en una visió superior que en una visió lateral. La més grossa, la del mig, té l'àpex «un xic rom». Les altres dues, que «no estan gaire ben separades de la principal», són «molt romes». «No hi ha cap mena de constricció entre la corona i l'arrel». En tot cas, li servien per tallar les preses a trossets.